# Tharston and Hapton
Tharston and Hapton is een civil parish in het bestuurlijke gebied South Norfolk, in het Engelse graafschap Norfolk met 793 inwoners.